# مسعود بن محمد سجزی
رکن‌الدین مسعود بن شمس‌الدین محمد سجزی ملقب به سنجرى، در اواخر قرن هفتم هجرى در ناحيه سجستان خراسان زاده شد. لقب او به سبب تحريف، به سنجرى تبديل شده‌است. مسعود بن محمد سجزی در روزگارى مى‌زيست كه دوران سلطنت مغول‌ها بر ايران رو به زوال نهاده بود و دولت‌هاى پراكنده جديدى در حال شكل‌گيرى بودند. برای مثال، در کرمان و فارس، دولت مظفرى تشكيل شده بود.

## تحصیلات
مسعود بن محمد سجزی پس از سپرى شدن دوران كودكى، به آموختن علم منطق، فلسفه، ستاره‌شناسى، پزشکى و ديگر علوم پرداخت و از مشاهير عصر خود شد، به گونه‌اى كه در مجلس ابوالقاسم قاسم بن عراق بن جعفر، وزير دولت مظفرى، جايگاه ارزنده‌اى داشت و به اشاره او، كتاب حقائق اسرار الطب را به رشته تحرير درآورد.

## آثار

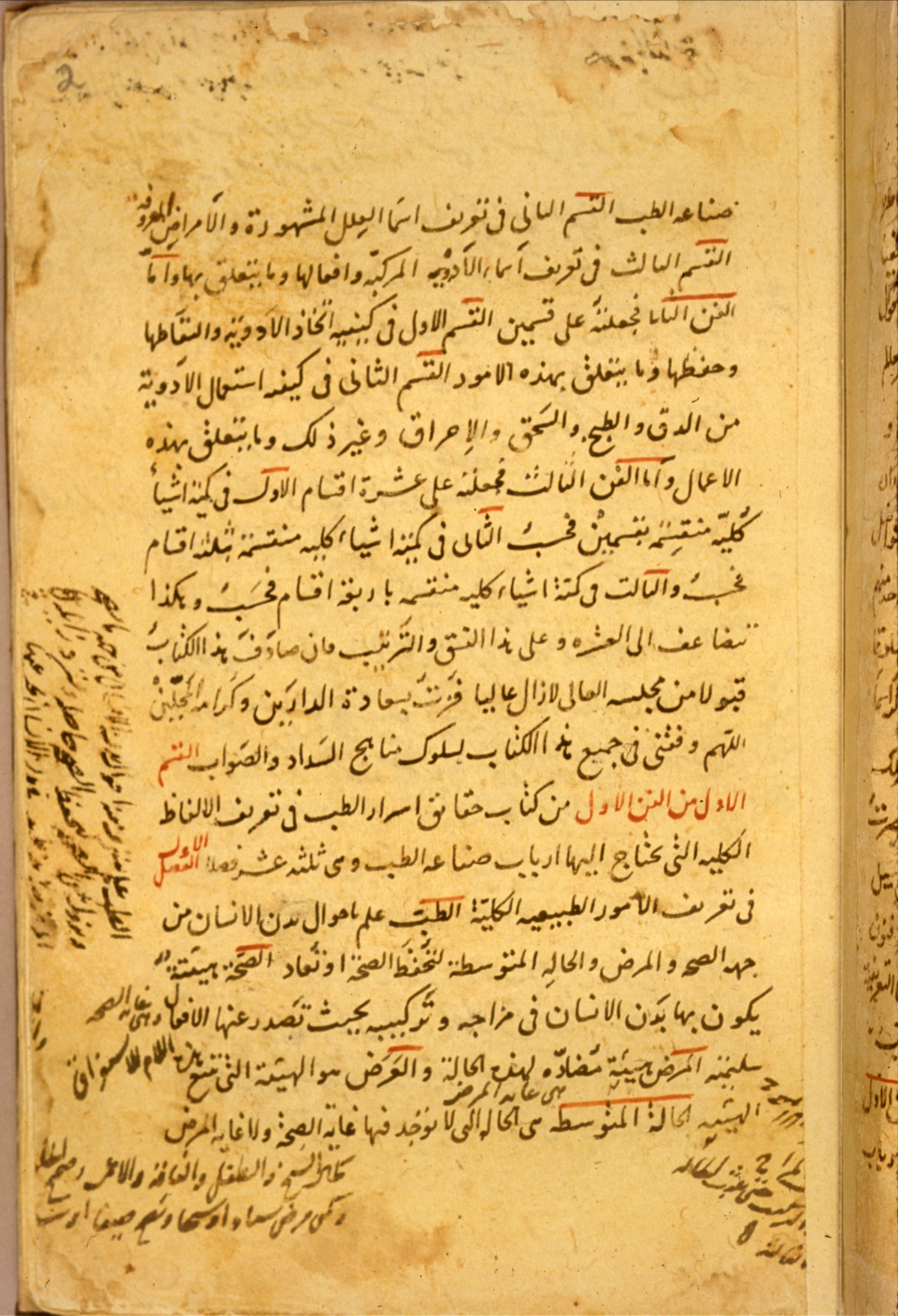
نسخه خطی حقائق اسرار الطب

از آثار او تنها كتاب حقائق اسرار الطب باقی مانده است.